# Laguna Beach (programma televisivo) (seconda edizione)
| n° | Titolo originale           | Titolo italiano                | Prima TV America  | Prima TV Italia |
| -- | -------------------------- | ------------------------------ | ----------------- | --------------- |
| 0  | Back to the beach          | Back to the beach              | 18 luglio 2005    |                 |
| 1  | Since you been gone        | Da quando sei andato via       | 25 luglio 2005    |                 |
| 2  | You can't trust him        | Non fidarti di lui             | 1º agosto 2005    |                 |
| 3  | It's hard to say goodbye   | E’ dura dirsi addio            | 8 agosto 2005     |                 |
| 4  | More than friends          | Più che amici                  | 15 agosto 2005    |                 |
| 5  | Winter formal              | La festa d’inverno             | 22 agosto 2005    |                 |
| 6  | I hate Valentine's day     | Odio San Valentino             | 29 agosto 2005    |                 |
| 7  | Get over him               | Dimenticarsi di lui            | 5 settembre 2005  |                 |
| 8  | What goes around           | Il falò della pace             | 12 settembre 2005 |                 |
| 9  | Cabo, Cabo, Cabo           | Il ritorno a Cabo              | 19 settembre 2005 |                 |
| 10 | Lies and goodbyes          | Bugie e addii                  | 26 settembre 2005 |                 |
| 11 | Don't hate the game        | Non odiare il gioco            | 3 ottobre 2005    |                 |
| 12 | Our last prom              | Il nostro ultimo prom          | 10 ottobre 2005   |                 |
| 13 | Boyfriends are like purses | I fidanzati sono come le borse | 17 ottobre 2005   |                 |
| 14 | The end of the beginning   | L’inizio della fine            | 24 ottobre 2005   |                 |
| 15 | I saw you kiss her         | Ho visto che l’hai baciata     | 31 ottobre 2005   |                 |
| 16 | Nothing more to say        | Niente più da dirsi            | 7 novembre 2005   |                 |
| 17 | One last wave              | Un’ultima onda                 | 14 novembre 2005  |                 |